# Champville SC
Maillots
Le Club Sportif Mariste Champville (en arabe : الشانفيل) ou Club Sportif Champville (en arabe : نادي المريميين الشانفيل الرياضي) est un club libanais de basket-ball, basé dans la ville de Dik El Mehdi située à 18 kilomètres de Beyrouth, au Liban. Le club évolue en FLB League, soit le plus haut niveau du championnat du Liban de basket-ball. Le club est affilié au Collège Maristes de Champville à Dik El Mehdi.

## Histoire
Le Club Sportif Mariste Champville remporte le tournoi international de Dubaï en 2003 après battu le Riyadi Club Beyrouth (105-87) en finale et le Zamalek Sporting Club (94-72) en 2004.
En 2004, le club remporte pour la première fois la coupe du Liban et en 2010 pour la deuxième fois battant en finale le Club sportif La Sagesse (95-63).
En 2008 l'équipe perd la finale de la coupe du Liban (81-107) contre le Riyadi Club Beyrouth.
Au terme de la saison 2011-2012, le club remporte pour la première fois le championnat du Liban battant en finale le Club Anibal Zahlé en quatre matchs (3-1).
Le club remporte deux finales de la Super Coupe du Liban contre le Riyadi Club Beyrouth, en 2011 (76-72) et en 2013 contre le Club Anibal Zahlé (99-83).
En 2012, l'équipe perd la finale de la Super Coupe contre le Riyadi Club Beyrouth.
En 2013, l'équipe remporte pour la première fois la Coupe d'Asie de l'Ouest des clubs champions.
En novembre 2016, le club perd la finale du tournoi Henri Chalhoub contre le Byblos Sporting Club (80-82).
Le 1er novembre 2019, l'équipe remporte le tournoi international d’Abou Dabi après battu le Sharjah Sports Club (109-94) en finale.

## Palmarès
| National | International                                                          | Tournois amicaux |
| --- | ---------------------------------------------------------------------- | --- |
| - Championnat du Liban (1) - Champion : 2012 - Finaliste : 2002, 2004, 2010, 2011, 2021 - Coupe du Liban (2) - Vainqueur : 2004, 2010 - Finaliste : 2008 - Super Coupe du Liban (2) - Vainqueur : 2011, 2013 - Finaliste : 2012 | - Coupe d'Asie de l'Ouest des clubs champions (1) : - Vainqueur : 2013 | - Tournoi Houssem-Eddine-Hariri (2) : - Vainqueur : 2000, 2003 - Tournoi international de Dubaï (2) : - Vainqueur : 2003, 2004 - Tournoi international d’Abou Dabi (1) : - Vainqueur : 2019 - Tournoi Henri Chalhoub (0) : - Finaliste : 2016 |

## Anciens joueurs
- Brian Beshara
- Fady El Khatib
- Rony Fahed
- Sabah Khoury
- Ali Mahmoud
- Ater Majok
- Elie Mechantaf
- Ghaleb Rida
- Elie Rustom
- Elie Stephan
- Reyshawn Terry
- Joseph Vogel
- Deji Akindele
- Jamel Artis
- Isaiah Austin
- Marcus Banks
- Eric Chatfield
- Brandon Costner
- Markeith Cummings
- Marcus Douthit
- Greg Francis
- Dion Glover
- Josh Gray
- Donté Greene
- Hamed Haddadi
- Marcus Haislip
- Justin Hawkins
- J. J. Hickson
- Anthony Hilliard
- Herbert Hill
- Julius Hodge
- Dwayne Jones
- Asghar Kardoust
- Mohamed Koné
- Travis Leslie
- Rawle Marshall
- Jeremiah Massey
- Daniel Orton
- Jeremy Pargo
- Ruben Patterson
- Kevinn Pinkney
- DeShawn Sims
- Henry Sims
- Dewarick Spencer
- Ibrahima Thomas
- Travis Trice
- Giorgi Tsintsadze
- Nikoloz Tskitishvili
- Robert Upshaw
- Jeff Webster